# 陆文俊
陆文俊（1967年8月—），浙江嘉兴人，汉族，中国共产党党员，毕业于哈尔滨电工学院电机专业。中华人民共和国政治人物、第十三届全国人民代表大会四川地区代表、第十四届全国人民代表大会黑龙江地区代表。

## 生平
中國重型機械總公司矿山设备部副经理、经理，副总经理，总经理、董事长、党委副书记，中国第二重型机械集团公司董事长、总经理、党委副书记、书记， 国机重型装备集团股份有限公司董事长、临时党委书记，中国一重集团有限公司副总经理、党委常委，中国第一重型机械股份公司董事、总经理、战略委员会委员、提名委员会委员、薪酬与考核委员会委员。
2025年5月9日，因涉嫌严重违纪违法，接受中央纪委国家监委纪律审查和监察调查。
2018年2月24日，当选为第十三届全国人大代表。2023年1月16日，当选第十四届全国人大代表，2025年6月27日被罢免第十四届全国人大代表职务。